# Віннеконн (Вісконсин)
Віннеконн (англ. Winneconne) — селище (англ. village) в США, в окрузі Віннебаґо штату Вісконсин. Населення — 2544 особи (2020).

## Демографія
Згідно з переписом 2010 року, у місті мешкало 2350 осіб у 948 домогосподарствах у складі 715 родин. Було 1173 помешкання
Расовий склад населення:
| - 98,5 % — білих - 0,3 % — чорних або афроамериканців - 0,2 % — азіатів - 0,1 % — корінних американців |

До двох чи більше рас належало 0,8 %. Частка іспаномовних становила 0,5 % від усіх жителів.
За віковим діапазоном населення розподілялося таким чином: 21,9 % — особи молодші 18 років, 63,0 % — особи у віці 18—64 років, 15,1 % — особи у віці 65 років та старші. Медіана віку мешканця становила 46,8 року. На 100 осіб жіночої статі у місті припадало 102,1 чоловіків;  на 100 жінок у віці від 18 років та старших — 102,5 чоловіків також старших 18 років.
Середній дохід на одне домашнє господарство  становив 91 531 долар США (медіана — 71 833), а середній дохід на одну сім'ю — 103 176 доларів (медіана — 97 125). Медіана доходів становила 65 250 доларів для чоловіків та 42 697 доларів для жінок. За межею бідності перебувало 2,6 % осіб, у тому числі 0,0 % дітей у віці до 18 років та 4,0 % осіб у віці 65 років та старших.
Цивільне працевлаштоване населення становило 1151 особа. Основні галузі зайнятості: освіта, охорона здоров'я та соціальна допомога — 24,2 %, виробництво — 23,5 %, будівництво — 10,2 %, науковці, спеціалісти, менеджери — 9,5 %.